# 世界樹の迷宮V 長き神話の果て
『世界樹の迷宮V 長き神話の果て』（せかいじゅのめいきゅうファイブ ながきしんわのはて）は、2016年8月4日にアトラスより発売されたニンテンドー3DS用ゲームソフト。

## 概要
アトラスのダンジョン探索型RPG『世界樹の迷宮シリーズ』のひとつで、2012年に発売された『世界樹の迷宮IV 伝承の巨神』から4年ぶりのナンバリングタイトルとなる。
シリーズでは初となる限定版が同時発売され、限定版にはアートブックなどの特典が同梱されている。
本作ではこれまでのシリーズとは世界観を一新し、アルカディアと呼ばれる世界が舞台となっている。
シリーズ中でも特にキャラメイクのシステムが充実しており、たくさんのキャラのレベルアップをスムーズに行う手段にも恵まれている上に攻略の際に特定の職業を必要とせず、難易度変更のオプションもある。そのため、シリーズ作品を始めて遊ぶならこの作品を推奨するとする文献もある。

## ストーリー
世界樹の麓に存在する街・アイオリスに存在するアルカディア評議会から、長き年月を禁足地とされてきた世界樹踏破の御触れが下された。御触れを耳にしたアルカディア各地の冒険者達はアイオリスに集い、世界樹の迷宮に挑む。

## システム

### システム概要
ゲームを開始すると、プレイヤーは「アイオリス」にやって来た新人冒険者としてギルドの名前を設定し、プレイヤーキャラクター達の種族・職業・カラーリング・ボイス・名前などを自由に選択し、パーティを組んで冒険に旅立つ事になる。
前作に引き続きすれ違い通信によるギルドカードやキャラクター等の交換も行える。

#### ボイス
本作ではキャラクターにボイスを設定することが可能となっており、以下の声優が担当する40種類の中から選択できる。
蒼井翔太、新井里美、石田彰、大川透、大橋彩香、川原慶久、久野美咲、斎賀みつき、佐藤拓也、瀬戸麻沙美、田中敦子、鳥海浩輔、中田譲治、名塚佳織、花江夏樹、早見沙織、潘めぐみ、日笠陽子、日高里菜、堀江由衣、村瀬歩、代永翼
また、公式サイトで公開されているQRコードを読み込むことでNPCの内、クエストなどで戦闘に参加する者のボイスを選択することが可能となっている。

### 戦闘
迷宮を探索中にエンカウントし、戦闘に突入する。古典的なコマンド選択式になっており、各キャラクターのスキル等を駆使して戦っていく。行動によって冒険者の各自の「ユニオンゲージ」が貯まっていき、100%になると強力な効果をもった「ユニオンスキル」を使用できる。

### モンスター・『F.O.E.』
迷宮で遭遇する通常のモンスターの他に、F.O.E.と呼ばれる視認できるモンスターが存在する。F.O.E.は強力ではあるが、一定の行動様式を持っているので回避する事も可能になっている。
モンスター・F.O.E.ともに稀少個体と呼ばれる光輝く個体がまれに出現し、この個体は常に最速で行動し、ターン経過ごとに攻撃力が高くなる代わりに取得経験値が多い。

### 食材
迷宮内で獲得できる食材を使用することでHP・TPが回復できる、所定の位置で調理することも可能。

### ギルドカード
各プレーヤーはそれぞれに、冒険者パーティの情報が記載されたギルドカードを所持している。これはすれ違い通信やQRコードによって交換しあう事が可能。

### QRコード
ニンテンドー3DSの背面に配置されているカメラを用いる事でQRコードを解読する事ができる。それによってアイテム・ギルドカードなどが受信可能になっている。

### 職業
プレイヤーは、アルカディアに在住する4つの種族の内の一つを選び、種族ごとに定まった職業を選択し最大5人のパーティを組んで迷宮を攻略していくこととなる。
種族ごとに選べる職業は決まっているが、ストーリーを進めると他種族の職業に転職することも可能となる。
第二階層のボスを討伐することで達人になったと認められ、20レベル以上の者は二つ名を名乗ることができる。
二つ名は職業ごとに二つ存在し、それぞれ特化したスキルを習得することが可能となる。二つ名はデフォルトから変更することも可能。
後述の二つ名はデフォルト名を記載する。

#### アースラン族
大陸の各地に偏在する現実の人間に近い外観の種族。能力値は平均的で耐久力が高い。
フェンサー
回避力を活かし前列で活躍する攻撃職。シンボルは鷲。
回避に特化する「幻影の剣士」、連携攻撃に特化した「迅雷の剣士」の二つ名を得ることが可能。
ドラグーン
高い防御力でパーティの護りの要となる職業。シンボルは黄金竜。
防御に特化した「金剛の竜騎兵」、攻撃に特化した「砲火の竜騎兵」の二つ名を得ることが可能。
セスタス
部位封じを得意とする前列攻撃職。シンボルは獅子。『世界樹の迷宮Ⅲ』のモンクとウォリアーを意識してデザインされている。
連続技で単体攻撃に特化した「連撃の拳闘家」、HPを代償に高威力の攻撃を行う「衝撃の拳士」の二つ名を得ることが可能。
リーパー
鎌を武器とし状態異常・封じ耐性を引き下げる前列攻撃職。外見モチーフは死神。
状態異常に特化した「死を振り撒く死神」、弱体させることに特化した「死を遠ざける死神」の二つ名を得ることが可能。

#### ルナリア族
北方の凍土シドニアを故郷とする尖った耳が特徴的な種族。知力が秀でている。
肌の色と耳の形状でルナリアとダークルナリアに小分けされており、ネクロマンサーはダークルナリア。
シドニア装飾と呼ばれる幾何学模様が特徴の衣装を身に付けている。
ウォーロック
三属性の攻撃に特化した職業。シンボルは一角獣。
物理属性の攻撃を行うことも可能となった「六属を操る導師」、三属性に特化した「炎と氷と雷の支配者」の二つ名を得ることが可能。
ネクロマンサー
死霊を召喚し攻撃・回復・状態異常と全般的に活躍できる職業。モチーフはフランケンシュタインの怪物。
更にできることが増える「召霊のネクロマンサー」、攻撃に特化した「破霊のネクロマンサー」の二つ名を得ることが可能。

#### セリアン族
山都と呼ばれる都市を故郷とする獣のような耳が特徴的な種族。力と敏捷力が秀でている。
男女で耳の長さが異なり、女性は兎のような形状をしている。兎を幸運の象徴としており、兎を模した装飾を好んでいる。
マスラオ
刀を武器とする斬属性の攻撃に長けた職業。シンボルは鬼面。
最大四本の刀を装備できる攻撃に特化した「四天一流の武人」、封じや属性の付与など多彩な攻撃が行える「一刀無双の武人」の二つ名を得ることが可能。
四刀流はマスラオの始祖が振るったものを各流派が独自に再現したもので、オリジナルの継承者は存在しない。
ハウンド
猟犬と鷹を使役する職業。シンボルは梟。
鷹の使役に特化した「飛鷹を伴う射手」、猟犬の使役に特化した「犬狼を導く射手」の二つ名を得ることが可能。

#### ブラニー族
草原を故郷とする小柄な体躯の種族。シンボルは共通して風と植物。
ハーバリスト
ハーブを利用する回復や状態異常に特化した職業。植物図鑑を手にしている。
回復に特化した「慈悲深い薬草師」、状態異常に特化した「天真なる毒殺者」の二つ名を得ることが可能。
シャーマン
精霊と交信し回復や属性の付与などの支援に特化した職業。
強化・弱体を解除することで攻撃やTPを回復することができる「天縋を下す巫子」、強化や回復に特化した「天寵を告げし巫子」の二つ名を得ることが可能。

### 召喚枠
ネクロマンサーの死霊、ハウンドが呼び出す猟犬や鷹、ドラグーンの設置する陣地は戦闘時に合計三体まで召喚することが出来る。
死霊や猟犬と鷹は戦闘以外でもあらかじめ呼び出しておくことが可能で、1ギルドにつき、猟犬と鷹は1匹（1羽）ずつ飼う事が出来る（ハウンド1名以上の登録前提）。

## 登場人物

### 街の人たち
ジェネッタ
声 - 中村桜
ジェネッタの宿を営むセリアン族の女性。三姉妹の次女。
職業はハウンド。ドリアードを討伐するクエストで共闘する。
セリク
声 - 金田アキ
アイオリスの大市て露店を営むブラニー族の青年。年に一度行われるブラニー族の祭典のために珍しい素材を求めている。
解析グラスと同機能のゴーグルを身に付けている。
メリーナ
声 - 岡村明美
魔女の黄昏亭を切り盛りするルナリア族の女主人。冒険者へのクエストを管理する。
シドニアのルナリアとは異なる価値観を持っている。
元冒険者で職業はネクロマンサー。ラミアを討伐するクエストで共闘する。
エドガー
声 - 坪井智浩
大鎧に身を包んだギルド長。種族はアースランだが、レムスにセリアン族の伝統料理を教授している場面がある。魚釣りが趣味。
職業はドラグーン。オリファントを討伐するクエストで共闘する。
レムス
声 - 小松未可子
アルカディアを統治する4種族の内のアースラン族の王族。アルカディア評議会でミッションの発令を行う。
料理が趣味で、冒険者に様々なレシピや料理道具を提供する。
タウンクライヤー
声 - 川原慶久
アルカディア評議会に所属しており、御触れが発令される度に街中に連絡する役目を担当する。
衛兵
アイオリスを護る衛兵たち。階級で兜飾りの色が異なる。迷宮内の各地で出会い、料理を教えてくれる者や家畜の住処を教えてくれる者などが存在する。
リリ
声 - 加隈亜衣
迷宮内で冒険者と出会うルナリア族の死霊術師。親切な性格のため街の住人からの信頼も厚い。
先祖代々の使命としてルナリア族の魔術塔から「不死者の指輪」と呼ばれる秘宝を盗み出した男を追っており、アンデッドキングとの戦闘では共闘することとなる。
ソロル
声 - 雨宮天
迷宮内で冒険者と出会う元死神の少女。リリと二人でギルドを組んでいる。
職業はリーパー。ドラゴンゾンビを討伐するクエストで共闘する。
アルコン
声 - 悠木碧
迷宮内で冒険者と出会う謎の少女。母星の指示で星々の生命を導く役目を負った異星人の一人で、世界樹を植えた張本人。
冒険者が幽冥なる原初の主を討伐したことでアルカディアでの自身の役目が終わったことを悟り別の星に向かうために航路を開くが、母星との通信が途絶えたことで船を使用できなくなり徒歩で移動することを決め冒険者に同行を依頼する。
戦闘能力は持たないため、戦闘に参加することはない。

### ボス
ゴーレム
第一階層のボス。シリーズの過去作品にも同名のモンスターは存在するがデザインは一新されている。
暴王による侵攻が収まったのちにルナリア族の人形使いが迷宮に仕掛けた魔術結界の要。シロチビゴーレムなど無数の小型のゴーレムが組み合わさり一体の巨像を形成している。
ヒポグリフ
第二階層のボス。グリフォンの子と伝えられている鳥の上半身に馬の体を持つ魔物。
冒険者が達人を名乗るにふさわしいか見定めるための試練の対象とされている。
アンデッドキング
第三階層のボス。ルナリア族の魔術塔から「不死者の指輪」を盗み出した男の成れの果て。
第三階層の魔物を支配しており、戦闘時もデッドソードマンなどの魔物を出現させる。
水晶竜
第四階層のボス。全身から水晶が生えた竜。戦闘時は二つの姿を使い分ける。
幽冥なる原初の主
第五階層のボス。アルコンがアルカディアに生命を導く以前から存在する漆黒の竜。
原初の闇とも滅びの化身とも称されており、アルコンによって世界樹の力で封印されていた。
アルコンはアルカディアの生命が自身の庇護を脱する指標として、この魔物を討伐することを課していた。
オリファント
第二階層の大広間に居座るボス。かつて戦争で使役された象の魔物の生き残り。
ドリアード
第一階層の隠しエリアの最奥にいるボス。少女の姿と可憐な華で獲物を誘き寄せる植物の魔物。
ドラゴンゾンビ
第三階層の隠しエリアの最奥にいるボス。アンデッドキングが不死者の指輪の魔力を使い蘇らせた竜の屍。
盲目状態を付与し、炎属性の攻撃に反応し誘爆する瘴気を放出する。
ラミア
第四階層の隠しエリアの最奥にいるボス。キンメリアと呼ばれる土地からアルカディア大陸に移ってきた人の上半身に蛇のような体を持つ魔物。
バインドスネークという魔物を召喚する。
星喰
第六階層のボス。全てを喰らい、喰らったものの力を自らのものとして成長する宇宙最大の怪物の一つ。
アルコンの母星を襲い、船団の犠牲と引き換えに第六階層に封印されており、戦うには封印を解除する必要がある。
星喰の本体と再生パーツと呼ばれる兵器群の7部位で構成されている。

## 迷宮
第一階層 鎮守ノ樹海
世界樹の根による窪地に湧き水が溜まった湿地帯。
ルナリア族の人形使いが仕掛けたゴーレムと呼ばれる魔術結界によって護られていたが、年月の経過によって結界が弱まったことで、世界樹の迷宮踏破の御触れが発令された。
1階は鶏が飼育できるほど落ち着いており、新人冒険者の実力を見定めるための試練の場とされている。
2階以降は2種類のゴーレムによって出現する石壁によって進路が妨げられている。
第二階層 奇岩ノ山道
奇妙な形の岩石が立ち並ぶ山地。
押し倒すことができる大岩が点在している。
第三階層 晦冥ノ墓所
戦争の犠牲者たちの墓所。
昼夜で変化するギミックが施されており、日中はFOEが苦手とする日光が差す代わりに毒沼が出現する。夜間は毒沼が消える代わりに日光も差さなくなる。
出現する魔物の大部分がアンデッド。
第四階層 虹霓ノ晶洞
世界樹の根元の内部となる水晶の洞窟。
冒険者が竜結晶と呼ばれる希少鉱石を持ち帰ったことでアイオリスにゴールドラッシュが訪れ、冒険者だけでなく一部の衛兵や一般人も探索を行っている。
破壊できる代わりに高音を発しFOEを引き寄せる水晶と、隣接した者を別の水晶までワープさせる水晶が存在する。
戦争の際に取り残されたトカゲのような種族の末裔の住処となっている。
第五階層 円環ノ原生林
ガラス状の巨大な天蓋に覆われた原生林。緑の中に無数に謎の装置が埋もれている。
アルカディアの植物の起源。マップの上下左右が繋がっている。
点在する装置を調べることで周辺を無重力に変化させることが可能。
第六階層 赤方偏移ノ回廊
アルコンが新たな星へ移動するために開いた航路。本来は船を使い移動するが、星喰による侵略によって母星と通信が行えなくなったため歩いて移動する。
下層の地殻やデバイスが浮かんだ宇宙空間。階段はなく、無数に存在する転送装置を利用して移動する。
深部に進むほど空間の歪みが悪化しており、宇宙から集積された毒素が床に濃縮している。
最奥からは、青い海と緑の大陸が広がる惑星にワープできる。

## コレクターズパック
ソフト本体に加え、次の特典が付属している。
特製BOXパッケージ
世界樹の迷宮Ⅴアートブック
冒険者やNPC、魔物などのデザイン画や没になったラフ画が掲載されている。デザイナーやスタッフのコメントも記載されており、本作の実質的な資料集となっている。
お役立ちDLCコードセット
DLCのうち、冒険者開運計画と冒険者育成計画がDLできるコード。

## 早期購入者特典
『世界樹の迷宮Ⅴ サウンドトラック ラフスケッチver.』が特典として付属した。また幾つかの販売店では店舗ごとに異なるオリジナル特典が付属した。

## DLC
クエストやプレイヤーキャラクターの立ち絵などのダウンロードコンテンツが配信されている。
新たな冒険者
6種類存在し、現代の学生や過去作の冒険者を模した立ち絵を使用できるようになる。6のガンナーは『週刊ファミ通』の特典として付属した。
冒険者開運計画
報酬として大金と、通常のドロップアイテムが必ず手に入るアクセサリーを受け取ることができるクエストが追加される。このクエストは何度でも受注可能。
冒険者育成計画
報酬として大量の経験値と、経験値を多く獲得できるようになるアクセサリーを受け取ることができるクエストが追加される。このクエストは何度でも受注可能。

## 体感型ゲーム
『世界樹の迷宮V 長き神話の果て リアル謎解き迷宮ゲーム〜冒険者ギルドの試練〜』が2016年10月15日～11月27日にかけて、東京のセガ秋葉原GiGOと大阪のセガ難波アビオンにて、NAZO×NAZO劇団の主催により開催された。